# Diarios de Juan Bautista
Los Diarios de Juan Bautista —también conocidos como Anales de Juan Bautista— son un conjunto de escritos en lengua náhuatl realizados por el texcocano Juan Bautista del barrio de San Juan, en el siglo XVI. La importancia de los Diarios radica en que constituyen una de las referencias más antiguas sobre el culto a la Virgen de Guadalupe en el Tepeyac.

## Características
Los textos escritos por Juan Bautista se inscriben en la tradición indígena de los anales, que fue más o menos difundida en los primeros años después de la Conquista. La importancia para el culto guadalupano radica en que hace mención de la "aparición" de la Virgen María en el Tepeyac y en un acto de donación de una estatua por parte de Antonio Villaseca a la ermita guadalupana. Abajo se presentan los extractos en náhuatl y su traducción al español de este texto.

Texto Náhuatl:

In Ypan xihuitl 1555 años icuac monextitzino in Santa María de Guadalupe in ompac Tepeyac.
Texto castellano:

En el año de 1555 fue cuando se dignó aparecer Santa María de Guadalupe allá en Tepeyac.

Texto Náhuatl:

Domingo a quinze de setiembre 1566 años icuac in octava mochiuh in tonantzin nativitas María auh icuac ompa ilhui quixtilloto in Tepeyac Sta. María de Guadalupe ompa tlama in Villaseca quinexti in ixiptlatzin tonantzi za moch teocuitlat motquitica in quichiuh ihuan calli quimaman in oncan cochi cocoxque…
Texto castellano:

Domingo a 15 de septiembre […] de 1566 fue cuando se hizo octava de nuestra Madre Nativitas María, y cuando fueron a hacer la fiesta en Tepeyac a Santa María de Guadalupe. Allí hizo ofrendas Villaseca: hizo presente una imagen de Nuestra Madre; toda cubierta de oro, la llevó e hizo el don de cuartos en donde duermen los enfermos.

Juan Bautista ubicó las mariofanías en 1555, 24 años después de la fecha aceptada por la Iglesia católica para las mariofanías del Tepeyac. También señala que la festividad de la Virgen de la ermita de Tepeyac ocurría el 8 de septiembre del calendario Juliano y no el 12 de diciembre, en contraste de la fecha que se celebra en la actualidad. Esta misma afirmación la da Servando Teresa de Mier en una de sus cartas.
Fue por las Informaciones jurídicas de 1666 por las cuales se pidió y consiguió una fiesta y misa propia para Nuestra Señora de Guadalupe y la traslación de la fecha de la fiesta de la Virgen de Guadalupe, del 8 de septiembre al 12 de diciembre, última fecha en que la Virgen se le apareció a Juan Diego. Debido a estas Informaciones en el año 1754 la Congregación de Ritos confirmó el valor auténtico de las apariciones y concedió la celebración de misa y oficio propios para la fiesta de Guadalupe para el día 12 de diciembre.